# Douglas Maina
Douglas Maina, né le 5 juin 1954 et mort le 23 avril 2020 à Nairobi, est un boxeur kényan

## Carrière
En raison du boycott africain des Jeux olympiques d'été de 1976 à Montréal, Douglas Maina doit déclarer forfait alors qu'il doit affronter au deuxième tour le Roumain Constantin Gruiescu (en) dans la catégorie des poids mouches. 
Il est ensuite médaillé de bronze dans la catégorie des poids coqs aux Jeux africains d'Alger en 1978 ainsi qu'aux Jeux du Commonwealth d'Edmonton en 1978.